# Božo Vodušek

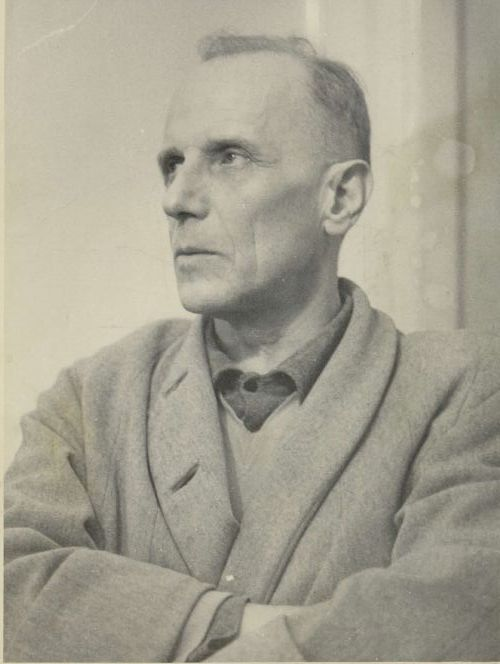
Božo Vodušek (1968)

Božo Vodušek (30 januari 1905 – 28 juli 1978) was een Sloveens expressionistisch dichter, schrijver en vertaler. In 1928 gaf de Sloveense uitgever France Vodnik een bloemlezing uit van Sloveense  moderne lyriek. Dit boek met de titel Slovenska religiozna lirika ("De Sloveense religieuze lyriek") werd aan een aantal Sloveense dichters opgedragen, waaronder Vodušek (met hem onder andere ook France Bevk, France Debeljak, Miran Jarc en Srečko Kosovel.)
In 1974 gaf hij met Janko Kos geselcteerd werk van de uit de gratie geraakte filosoof-dichter Edvard Kocbek uit. 
Vodušek publiceerde op het gebied van taalkunde, lexicologie en spelling.

## Werk
- Ivan Cankar, 1937
- Odčarani svet, dichtbundel, Ljubljana : Modra ptica 1939
- Izbrane pesmi, dichtbundel, Ljubljana : Cankarjeva založba 1966

## Vertalingen
- André Gide, Ozka Vrata, Ljubljana : Jugoslovanska knjigarna 1931

- Bibliothèque nationale de France: cb12208390b (data)
- Digitale Bibliotheek voor de Nederlandse Letteren: vodu001
- Gemeinsame Normdatei: 1042696519
- International Standard Name Identifier: 0000 0003 6627 3194
- Library of Congress Control Number: n88614393
- Nationale Bibliotheek van Tsjechië: js20201072741
- Nationale en Universitaire bibliotheek Zagreb: 000053239
- Nederlandse Thesaurus van Auteursnamen: 067552226
- Système universitaire de documentation: 030725623
- Virtual International Authority File: 231658412
- WorldCat: E39PBJyrQmpWTxfdJG7XdV3vpP